# Flaggentrappe
Die Flaggentrappe (Sypheotides indicus, Syn.: Sypheotides indica, Eupodotis indica) ist die einzige Art der Gattung Sypheotides und auf dem indischen Subkontinent beheimatet. In der Roten Liste der IUCN wird die Flaggentrappe als „stark gefährdet“ geführt.

## Merkmale

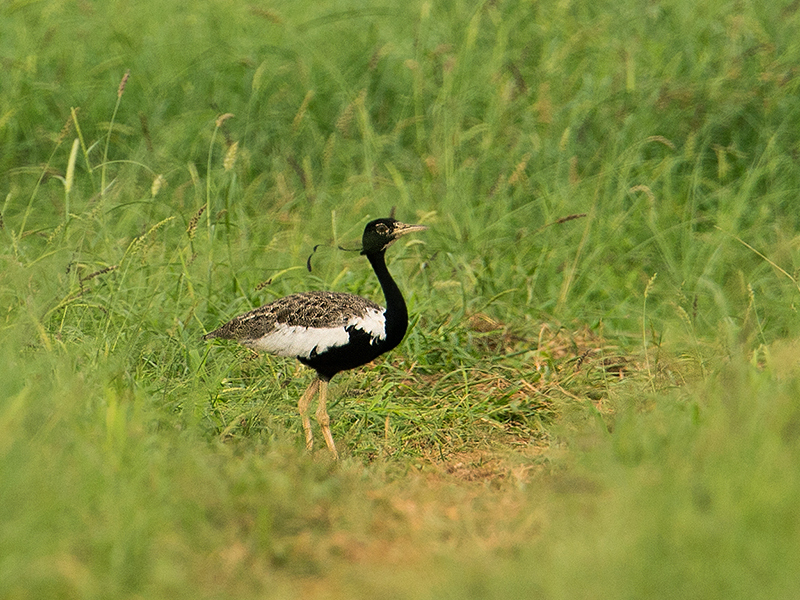
Männliche Flaggentrappe

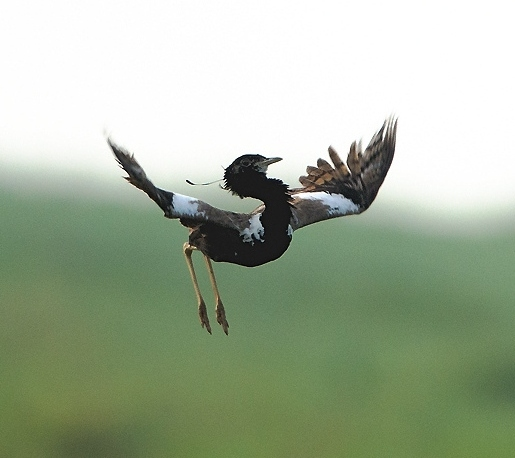
Männliche Flaggentrappe im Flug

Die Flaggentrappe ist eine eher kleine Vertreterin ihrer Familie. Das Männchen erreicht eine Körperlänge von rund 46 cm, das größere Weibchen von etwa 51 cm. Beide Geschlechter wiegen zwischen 510 und 740 g.
Auffällig ist vor allem das Brutkleid des Männchens, das sich durch zwei Büschel von etwa 10 cm langen, schwarzen Federn hinter den Ohren auszeichnet, die nach oben gebogen und am Ende spatelförmig sind. Der Kopf (mit Ausnahme der weißen Kehle), der Bauch, die Flügelunterseiten und der lange Hals sind schwarz gefärbt, über den Nacken verläuft ein weißes Band, das sich in den weißen Schulterdecken und Armschwingen fortsetzt. Der Rücken, die Steuerfedern und die Handschwingen sind mit auffälligen goldbraun-schwarzen Tüpfelmustern überzogen, die am Boden im hohen Gras verschwimmen, in der Luft aber durch den Kontrast zum restlichen Gefieder deutlich sichtbar sind. In Sitzhaltung trennen die weißen Teile des Gefieders als Band die Schwarze Unterseite und den Hals vom gemusterten Rücken.
Die Grundfarbe des Weibchens ist sandbraun mit dunklen Tüpfeln, die an den Seiten des Halses herablaufen und den Rücken bedecken. Im Winterkleid ähnelt das Männchen dem Weibchen, sein Gefieder zeigt jedoch mehr Weißanteile. Die langen Beine sind gelb und nackt.
Die Flaggentrappe fliegt mit schnellen Flügelschlägen in geringer Höhe und legt dabei meist große Strecken zurück. Der Ruf des Männchens ist ein raues Krächzen, der des Weibchens ein tiefes Peooo.

## Verbreitung und Lebensraum

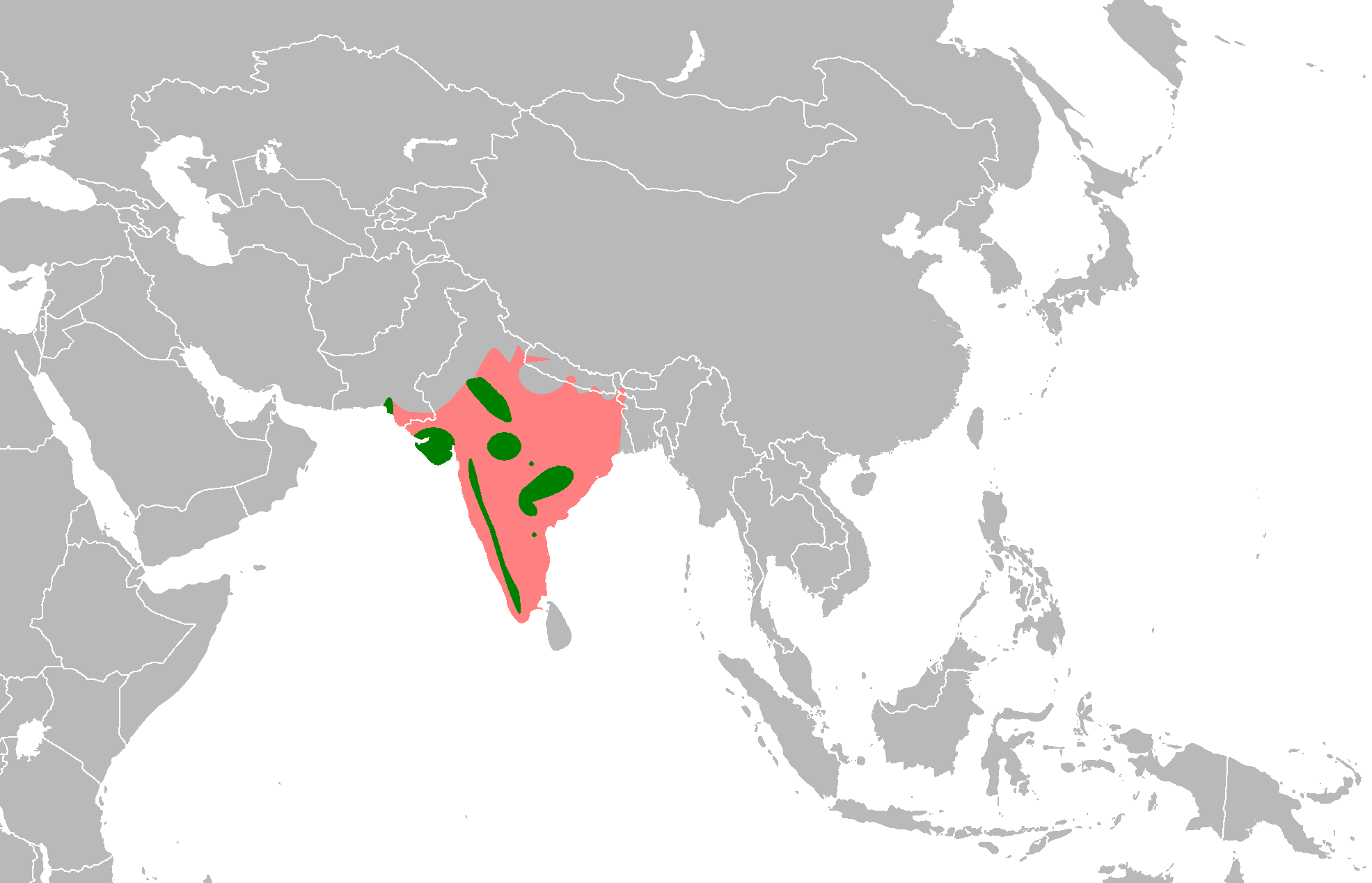
Grün: Brutgebiet der Flaggentrappe (2008); Rosa: Ehemaliges Brutgebiet der Flaggentrappe

Das im Jahr 1870 noch fast den gesamten indischen Subkontinent umfassende Verbreitungsgebiet ist seitdem drastisch geschrumpft und heute in eine Reihe von Einzelvorkommen zersplittert (disjunkt). Derzeit umfasst es Gujarat, Rajasthan, Maharashtra und Madhya Pradesh. Es ist unklar, ob die Flaggentrappe noch in Pakistan brütet, in Nepal ist sie ein seltener Sommergast. Sie bewohnt hohes Grasland mit dichter, hoher Vegetation (etwa Ravennagras) oder Getreide- und Baumwollfelder und kommt bis in 1300 m Höhe vor, meist jedoch in Gebieten unterhalb von 250 m.

## Verhalten
Die Flaggentrappe ernährt sich von Insekten und Pflanzen, vor allem Getreidekörnern und junge Sprösslingen. Sie ist für gewöhnlich ein Einzelgänger und findet sich nicht zu größeren Gruppen zusammen. Wie auch andere Trappen ist sie überwiegend Bodenbewohner.
Flaggentrappen brüten von Juli bis Oktober, wobei sie sich an der Regenzeit orientieren. Verschiebt sich diese nach vorne oder nach hinten, folgen die Flaggentrappen dieser Verschiebung. Männliche Flaggentrappen springen zur Partnerwerbung meterhoch aus dem Gras, um ihr auffälliges Brutkleid weithin zu zeigen und gleichzeitig laut zu krächzen. Die Flaggentrappe baut kein Nest, sondern legt ihre Eier direkt ins Gras. Das Gelege besteht aus zwei bis fünf, meist vier, grünen bis olivbraunen Eiern, die dunkel gesprenkelt sind. Sie messen etwa 4,7 × 4,0 cm.

## Bestand und Gefährdung
Die Flaggentrappe hat mindestens seit den 1870er-Jahren einen starken Bestandsrückgang erlebt, der anfangs vor allem durch die Jagd auf die auffälligen Männchen bedingt war. In jüngerer Zeit ist die Hauptrückgangsursache jedoch die Lebensraumzerstörung durch Umwandlung des Graslandes in Ackerland, durch Überweidung und durch die starke Ausbreitung des Neophyten Honig-Mesquite (Prosopis glandulosa). Zwischen 1982 und 1989 ging der Bestand um 60 % von 4374 auf 1672 Tiere zurück. Bis 1994 hatte sich der Bestand jedoch wieder auf 2206 Vögel erholt. Diese starken Bestandsschwankungen sind direkt mit der Niederschlagsmenge während der Brutzeit korreliert. Bei einer länger anhaltenden Dürre ist daher ein Aussterben der Population zu befürchten. Die IUCN führt die Flaggentrappe aufgrund des starken Bestandsrückganges und der anhaltenden Lebensraumzerstörung als „stark gefährdet“.